# بوب ريجبي
بوب ريجبي (بالإنجليزية: Bob Rigby)‏ هو لاعب كرة قدم أمريكي في مركز حراسة المرمى، ولد في 3 يوليو 1951 في ريدلي بارك في الولايات المتحدة. شارك مع منتخب الولايات المتحدة لكرة القدم. أما مع النوادي، فقد لعب مع سان خوزيه إيرث كويكس ولوس أنجلوس أزتكس ونيويورك كوسموس.